# Halil Kut
Halil Kut (Istanbul, 1881 – Istanbul, 20 agosto 1957) è stato un militare ottomano.

## Biografia
Dopo aver terminato gli studi all'Accademia militare di Istanbul nel 1905 viene assegnato alla Terza Armata di stanza in Macedonia. Nel 1908 viene inviato in Persia per organizzare una rivolta contro lo Shah.
Dopo il contro colpo di stato del 13 aprile 1909, fu richiamato e venne nominato comandante della Guardia Imperiale.
Inizialmente era a Salonicco per comandare le unità di gendarmeria mobile nella regione e fu coinvolto nella lotta contro gli insorti e i banditi prima delle guerre balcaniche. Comandò anche un'unità durante le guerre balcaniche. Fu tra il gruppo di giovani ufficiali inviati in Libia (Trablusgarp) nel 1911 per organizzare la difesa contro l'invasione italiana durante la guerra italo-turca. Prima della prima guerra mondiale, servì come comandante del reggimento di gendarmeria a Van.

## La prima guerra mondiale
Con l'ingresso dell'Impero ottomano nella prima guerra mondiale viene inviato sul fronte russo. Combatte anche contro gli armeni, alleati dei russi, e poi in Mesopotamia
Nel 1915 combatte contro le forze britanniche in Iraq e, a seguito del successo conseguito nell'assedio di Kut, viene promosso generale.
In seguito viene nominato governatore della provincia di Baghdad (che all'epoca comprendeva il territorio dell'attuale Iraq e Kuwait).
Nel 1917 il Ministro della difesa Enver Pasha gli ordina di destabilizzare le forze britanniche di stanza in Persia. Questa mossa indebolì le difese di Baghdad portando, a seguito di un attacco britannico, alla caduta della città

## Dopo la fine della guerra
Fatto prigioniero delle forze britanniche Halil viene incarcerato a Istanbul ma riesce a fuggire a Mosca. Qui, a seguito dell'accordo di Mosca del 1921 tra Turchia e Unione Sovietica, si occupa di consegnare l'oro che il governo di Lenin pagò ad Ankara per ottenere la restituzione di Batumi.
Con la proclamazione della Repubblica turca nel 1923 torna in Patria. Muore nel 1957 a Istanbul.